# Боэтио, Антонио ди
Антонио ди Боэтио, или Антонио ди Боэцио, он же Антонио ди Буччо из Сан-Витторино (итал. Antonio di Boètio, или Antonio di Boèzio, или Antonio di Bùccio di San Vittorino; ранее 1350 — 1390, 1419 или 1425) — итальянский чиновник, хронист и поэт из Л’Акуилы (Абруцци), автор рифмованных «Хроники дел в Аквиле» и «Хроники прихода к власти в [Неаполитанском] королевстве короля Карла из Дураццо».

## Биография
Родился в Сан-Витторино, пригороде Аквилы , в скромной семье, не позже 1350 года, поскольку известно, что в этом году он побывал в Риме на праздновании юбилея. 
Будучи выходцем из незнатного рода, ещё в юности перебрался в саму Аквилу, где завёл семью и собственную торговлю. После свержения тирании Лалле Кампонески (1345—1354), поступил на службу в местную синьорию, и в дальнейшем занимал незначительные должности в городском управлении, стараясь держаться подальше от активной общественной жизни. Вместе с тем, известно, что в 1369 году он вновь посетил Вечный город, чтобы получить прощение за участие в походе своих земляков на замок Бонаджунта в Антродокко, а в 1372 году ездил Апулию для переговоров о поставках в Аквилу зерна. 
В 1379 году участвовал в заседании городского совета Попплето (совр. Коппито в квартале Сан-Пьетро Л’Акуилы), после чего ушёл на покой, занявшись историческими трудами, на которые, по его собственным словам, его вдохновило знакомство с хроникой Буччо ди Раналло из Попплето. Вопрос о степени его личного знакомства с Буччо, являвшегося членом приората и в 1350 году также посетившего Рим, остаётся открытым, но когда в 1363 году последний скончался от чумы, он не преминул отметить этот факт в своей хронике.
Год его собственной смерти точно не установлен, по одним данным, он умер не позже 1390 года, согласно другим, был жив ещё в 1419-м и даже в 1425 году.

## Сочинения
Автор двух рифмованных хроник:
 
— «Хроники дел в Аквиле» (итал. Cronaca delle cose dell'Aquila),  составленной в 1382 году в качестве продолжения рифмованной «Хроники Аквилы» Буччо ди Раналло, состоящей из 961 катренов александрийским стихом и охватывающей события 1363—1381 годов, начиная с болезни и смерти Буччо, и кончая свержением королевы Джованны Неаполитанской Карлом III Малым.

— «Хроники прихода к власти в [Неаполитанском] королевстве короля Карла из Дураццо» (итал. Cronaca della venuta del Re Carlo di Durazzo nel Regno), составленной примерно тогда же в состоящих из 135 восьмистрочных октав пяти канцонах, и охватывающей события 1378 — начала 1382 годов, с начала папского раскола до подготовки аквиланцами похода на захваченный Карлом III Неаполь.
Язык обеих хроник Антонио ди Боэтио в общем напоминает язык хроники Буччо ди Раналло, уступая ему, однако, в изысканности, и основан на близком вульгарной латыни местном диалекте итальянского народного языка. Поэтический слог его не столь изящен, а стихотворные рифмы не столь правильны, употребляется заметно меньше риторических оборотов и цитат. Характер образования Антонио, как и у Буччо, остаётся неизвестным, но не вызывает сомнений, что он уступал в начитанности своему предшественнику.
Опиравшийся, помимо личных впечатлений, на материалы архива городской cиньории, Антонио довольно объективен и беспристрастен в оценках людей и событий, в силу чего заслуживает доверия как информатор. Вместе с тем, некоторые историки справедливо указывают на наличие у него определённых симпатий к Лалле II Кампонески — сыну свергнутого и убитого сторонниками Джованны I правителя Аквилы, занимавшему в 1368—1370 годах должность графа-камерария (итал. Conte Camorlingo). 
Первоначально восхваляя, подобно Буччо, Джованну (итал. Madama la Regina) и её супруга Людовика Тарентского за меры, предпринятые против наёмников, Антонио меняет своё отношение к королеве из-за позиции её по поводу схизмы, так как она открыто выступила против избранного в апреле 1378 года папой неаполитанца Урбана VI (Бартоломео Приньяно) на стороне авиньонcкого антипапы Климента VII, невзирая на то, что Урбан оказал поддержку изгнанным из Аквилы врагам Кампонески из рода Претатти. Он приветствует низложение в 1381 году папой Урбаном Джованны и передачу неаполитанской короны Карлу III Дураццо, по отношению к которому выказывает свою лояльность, не забывая при этом отметить наличие в его городе оппозиции новой власти. При этом, выступление аквиланцев против Карла в 1382 году остаётся за рамками его сочинений.
Сведения рифмованных хроник Антонио использовали позднейшие летописцы Аквилы, в частности, Никколо да Борбона, составивший прозаическую хронику событий с 1362 по 1424 год, затем Аноним из Ардингелли и Бернардино да Фосса (с 1254 по 1423-й), и, наконец, Алессандро де Ритиис (с 1347 по 1497-й).
Практически забытые в эпоху Возрождения, они заново были открыты в 1740 году местным историком-архивистом, учёным епископом из конгрегации ораторианцев Антоном Лудовико Антинори, обнаружившим их рукопись в библиотеке францисканского монастыря Сан-Бернардино. Он же подготовил их первую публикацию, вышедшую в 1742 году в 6-м томе собрания исторических памятников «Древности средневековой Италии» (итал. Antiquitates italicae Medii Aevi), выпускавшегося в Милане историком церкви Лудовико Антонио Муратори.

## Публикации
- Antonio di Boetio, volgarmente Antonio di Buccio. Delle cose dell'Aquila // Antiquitates Italicae medii aevi. Auctore Ludovico Antonio Muratorio. — Tomo VI. — Mediolani: Typographia Societatis Palatinae in Regia Curia, 1742. — coll. 707–848.